# Xenopleura vivipara
Xenopleura vivipara är en djurart som tillhör fylumet svalgsträngsdjur, och som beskrevs av John Dow Fisher Gilchrist 1925. Xenopleura vivipara ingår i släktet Xenopleura och familjen Harrimaniidae. Inga underarter finns listade i Catalogue of Life.